# 11-11-11
11-11-11 este un film de groază american din 2011 scris și regizat de Darren Lynn Bousman. Acțiunea filmului are loc la ora 11:11 în ziua 11 a lunii 11 în momentul în care o entitate din altă lume intră pe tărâmul pământesc prin a 11-a poartă a cerului. Filmul a avut premiera pe 11-XI-'11. O campanie a fost lansată pe situl Eventful pentru ca oamenii să „ceară” ca acest film să ruleze în cinematografele din orașul lor.

## Povestea
După moartea tragică a soției sale și a copilului, faimosul autor american Joseph Crone pleacă din Statele Unite spre Barcelona, Spania ca să se întâlnească cu fratele său înstrăinat, Samuel, și cu tatăl său pe moarte, Richard. Cu toate acestea, soarta are un plan diferit pentru Joseph și în viata lui au loc tot felul de întâmplări ciudate, pe lângă observarea constantă a numărului 11. Curiozitatea se transformă rapid în obsesie și Joseph își dă seama în curând că acest număr are o semnificație îngrozitoare, nu numai pentru el însuși, ci, eventual, pentru toate religiile. Izolat într-o țară străină unde are numai sprijinul însoțitoarei sale Sadie, Joseph realizează că 11/11/11 este mai mult decât doar o dată, este un avertisment!

## Distribuție
- Timothy Gibbs ca Joseph Crone
- Michael Landes este Samuel
- Denis Rafter este Richard Crone
- Wendy Glenn este Sadie
- Lluís Soler este Vavier
- Brendan Price este Grant
- Lolo Herrero este Proprietarul ascuns
- Montserrat Alcoverro este Celia
- Benjamin Cook este David
- Salomé Jiménez este Sarah